# 華碩PadFone Infinity
ASUS PadFone Infinity是臺灣電腦公司華碩電腦於2013年4月17日所推出的高階智慧型手機產品，是此系列的第三代產品，也是華碩第一隻螢幕到達五吋Full HD解析度，並將平板螢幕的解析度同樣也提升至與手機螢幕相同。當時的競爭旗艦機款為HTC One (同樣為金屬機身)、Samsung Galaxy S4和Sony Xperia Z。

## 技術規格
- 作業系統：Android 4.1 (Jelly Bean)(可升Android 4.4 (KitKat))
- 顏色：灰色/金色/粉色
- 手機：143.5 mm(5.64") x 72.8 mm(2.87") x 8.9 mm(0.35")
- 重量：145克 (5.11 盎司)
- 電池：2400mAh 鋰離子電池，不可更換
- 螢幕：Super IPS電容式觸控螢幕、5吋 (127mm)、解析度1920 x1080 pixel
- 相機：2百萬畫素前鏡頭，1千3百萬畫素後鏡頭，自動對焦
- CPU：使用 Qualcomm Snapdragon 600 APQ8064T 1.7GHz 處理器
- GPU：Adreno 320
- 儲存空間（ROM）： 32GB/64GB eMMc Flash
- 記憶體（RAM）：2 GB LPDDR2 RAM
- 通話時間：最高 19 小時
- 待機時間：最高 410 小時
- 網路頻率-3GWCDMA：900/2100
- 網路頻率-4GLTE：800/1800/2100/2600
- 聲音&影像-輸出：通話用喇叭、擴音喇叭、3.5 mm 立體聲耳機插孔、輸入：底部麥克風
- 支援音訊格式：MP3/3GP/AAC/AAC+
- 支援播放影像格式：MPEG4 up to 1080p/H.264/H.264 @HD 1080p/3GP/Ogg
- 支援攝錄影像格式：MPEG4 up to 1080p @30fps/720p @ 60fps
- 資料輸出：MyDP port，相容micro-USB接頭，符合USB2.0規格
- SIM卡規格：nano SIM
- 影像輸出： DLNA協定，MHL
- 物理感應器：重力感應器 (G-Sensor)、數位羅盤、趨近感應器及環境光線感應器
- 定位裝置：GLONASS，AGPS
- 無線通訊技術：藍芽 V4.0,NFC，802.11a/b/g/n/ac

## 特色

### 硬體
- PadFone Station：PadFone之專屬外接螢幕配備，接上外接螢幕（10.1吋 TFT-LCD；解析度1920x1080）可成為平板電腦。而外接裝置皆有配置電池，因此接上後之續航力可增加。